# Соловьёв, Леонид Алексеевич
Леони́д Алексе́евич Соловьёв (15 января 1940, с. Зверево, Назаровский район, Красноярский край, РСФСР — 3 августа 2010, Владимир, Российская Федерация) — российский актёр и режиссёр, народный артист России (1995).

## Биография
Окончил Красноярское театральное училище (1961). После окончания училища работал в драматических театрах Хабаровска, Волгограда, Ростова-на-Дону, Куйбышева (Самары).
В 1981 году переехал во Владимир, работал во Владимирском областном театре драмы имени А. В. Луначарского, сыграл в нём около ста ролей.
Среди его главных ролей солдат Швейк («Швейк, Швейк, Швейк»), Фирс («Вишневый сад» А. Чехова), царь Фёдор («Смута» по А. К. Толстому), Мольер («Кабала святош» М. Булгакова), Кутузов («Давным-давно» А. Гладкова), король Генри («Лев зимой» Д. Голдмена), мистер Дулиттл («Пигмалион» Б. Шоу).
В качестве режиссёра ставил спектакли по пьесам М. Ворфоломеева, А. Галина, А. Гельмана, Н. В. Гоголя, А. Дударева, П. Кальдерона, С. Моэма.
В 2001 году основал антрепризный театр «Вечерний», поставил в нём более двадцати спектаклей.
Похоронен на Аллее Славы городского кладбище «Улыбышево».

## Семья
- Иванова, Галина Яковлевна ― советская российская актриса театра и кино, Заслуженная артистка РСФСР (1981), Народная артистка Российской Федерации (2006), артистка государственного учреждения культуры Владимирской области «Театральный комплекс»[1].

## Награды
- 1975 — Заслуженный артист РСФСР
- 1984 — 2-я премия за моноспектакль «Записки сумасшедшего» на Всероссийском конкурсе чтецов, посвященном 175-летию Н. В. Гоголя.
- 1995 — Народный артист Российской Федерации — за большие заслуги в области искусства
- 2010 — премия в области театрального искусства имени народного артиста СССР Е. А. Евстигнеева.